# Isophya stysi
Isophya stysi är en insektsart som beskrevs av Cejchan 1958. Isophya stysi ingår i släktet Isophya och familjen vårtbitare. Inga underarter finns listade i Catalogue of Life.